# Stepan Fedak (adwokat)
Stepan Fedak (ukr. Степан Федак) lub Stefan Fedak (ukr. Стефан Федак; ur. 9 stycznia 1861 w Przemyślu, zm. 6 stycznia 1937 we Lwowie) – ukraiński działacz społeczny, filantrop, w 1918 państwowy sekretarz (minister) aprowizacji Zachodnioukraińskiej Republiki Ludowej (ZURL), adwokat.

## Życiorys
Od 1874 mieszkał we Lwowie w bursie Instytutu Stauropigialnego, był absolwentem ukraińskiego gimnazjum akademickiego i wydziału prawa Uniwersytetu Lwowskiego. W czasie studiów był działaczem studenckim i dyrygentem chóru studenckiego.
Był działaczem i współzałożycielem wielu organizacji społeczno-kulturalnych i gospodarczych: towarzystwa muzycznego „Bojan” (od 1891), członek zarządu „Narodnoj Torhiwli”, założyciel Towarzystwa Ubezpieczeń Wzajemnych „Dnister” (od 1909 główny dyrektor), „Centrobanku”, Rewizyjnego Związku Spółdzielni Ukraińskich, Banku Ziemskiego, Banku Hipotecznego, „Karpatii”, od 1903 wiceprezes Banku Krajowego (potem Banku Gospodarstwa Krajowego), honorowy członek „Proswity” (od 1925). W 1899 współzałożyciel Ukraińskiej Partii Narodowo-Demokratycznej.
Po okupacji Lwowa przez armię Imperium Rosyjskiego w 1915 aresztowany przez Rosjan i wywieziony jako zakładnik do Kijowa, organizował tam pomoc dla uchodźców z Galicji. Powrócił do Lwowa w 1916 na zasadzie wymiany zakładników.
W listopadzie 1918 został państwowym sekretarzem (ministrem) rządu Zachodnioukraińskiej Republiki Ludowej do spraw aprowizacji. Urzędował wraz z rządem ZURL w części Lwowa znajdującej się pod kontrolą Ukraińskiej Armii Halickiej. W lutym 1919 został powołany in absentia do rządu Ukraińskiej Republiki Ludowej Serhija Ostapenki jako minister finansów, nie objął urzędu.
Po zajęciu Lwowa przez Wojsko Polskie pozostał w mieście. Krótko internowany przez władze polskie. Po uwolnieniu w grudniu 1918 zorganizował wraz z Mychajłem Hałuszczynskim Ukraiński Komitet Obywatelski we Lwowie, w celu opieki i pomocy ukraińskim jeńcom, internowanym i więźniom politycznym. Komitet działał do września 1921, kiedy to został zlikwidowany przez władze polskie. W tym czasie był współzałożycielem Ukraińskiego Towarzystwa Pomocy Inwalidom, Związku Ukraińskich Adwokatów, i nieoficjalnego Komitetu Pomocy Więźniom Politycznym. Działacz Ukraińskiego Zjednoczenia Narodowo-Demokratycznego (UNDO), przewodniczący sądu partyjnego. W latach 1918–1927 radny Tymczasowej Rady Miejskiej Lwowa (w latach 1919–1923 nie uczestniczył w obradach Rady). Od 1923 prezes Związku Adwokatów Ukraińskich.
Był ojcem Stepana Fedaka (wykonawcy nieudanego zamachu na Józefa Piłsudskiego w 1921), Ołeny Fedak-Szeparowycz, Olhy Fedak (żony Jewhena Konowalca) i Sofii Fedak (żony Andrija Melnyka).
Zmarł 6 stycznia 1937 we Lwowie.